# فینال جام باشگاه‌های اروپا ۱۹۸۲
فینال جام باشگاه‌های اروپا ۱۹۸۲، رقابت پایانی جام باشگاه‌های اروپا در سال ۱۹۸۲ میلادی است که مابین دو تیم باشگاه فوتبال استون ویلا و بایرن مونیخ در ورزشگاه دکویپ، روتردام برگزار شده‌است.
این مسابقه که در تاریخ ۲۶ مه ۱۹۸۲ انجام شده‌است با نتیجه ۱ بر ۰ به سود تیم باشگاه فوتبال استون ویلا به پایان رسید.